# Ayuntamiento de Bakersfield
El Ayuntamiento de Bakersfield (que también se conoce como Ayuntamiento Sur) es el centro de gobierno de la ciudad de Bakersfield, en el estado de California (Estados Unidos). Alberga la alcaldía y las cámaras del Ayuntamiento. Está ubicado en el Centro Cívico de la ciudad. Una estatua del coronel Thomas Baker, el fundador de la ciudad, se encuentra frente al edificio y está marcada como el Monumento Histórico de California # 382. Muchos de los departamentos y funcionarios de la ciudad están ubicados en City Hall North, que está a una cuadra al oeste de City Hall South.

## Historia
Durante las huelgas agrícolas de California de 1933, en las que la mayoría de los huelguistas agrícolas mexicanos y filipinos se organizaron con el Sindicato Industrial de Trabajadores de Conservas y Agrícolas (CAWIU) para aumentar el salario y poner fin a la contratación laboral, Pedro Subia, un huelguista mexicano, fue asesinado.. Su funeral se llevó a cabo en el antiguo edificio del Ayuntamiento de Bakersfield. Como lo describió el historiador chicano Rodolfo Acuña, "los trabajadores vinieron de todos los campamentos alrededor de Bakersfield para reunirse en su honor frente al Ayuntamiento de Bakersfield. Incluían 'Blancos, Mexicanos y Negros, algunos de ellos una vez agricultores por derecho propio, hombres altos y rubios de las montañas del Sur y sus esposas con niños pequeños, algunos desesperados, muchos sin esperanza' ".
El Ayuntamiento actual se completó en 1954, después de que la antigua estructura fuera destruida en el terremoto del condado de Kern de 1952. El antiguo Ayuntamiento era demasiado pequeño y la ciudad había comenzado a planificar una nueva estructura un año antes. A principios de la década de 2000, la ciudad había vuelto a superar el edificio existente. Muchos de los departamentos y funcionarios de la ciudad se encontraban en varios lugares de la ciudad. La ciudad decidió reconsolidar estos servicios de regreso al centro.
Se estimó que un nuevo edificio en el centro de la ciudad costaría 18 millones de dólares. Debido a que la ciudad ya estaba comprometida con una variedad de proyectos de construcción, se decidió comprar un edificio existente cercano y remodelarlo para las necesidades de la ciudad. El edificio Borton, Petrini & Conron, construido en 1995, se compró por 4.5 millones de dólares y su remodelación costó 1.4 millones de dólares. Su nombre fue cambiado a City Hall North. Muchos de los departamentos y funcionarios de la ciudad (incluido el administrador de la ciudad) se trasladaron a él. El antiguo Ayuntamiento pasó a llamarse Ayuntamiento Sur, aunque sigue siendo la sede oficial del poder de la ciudad. La oficina del alcalde y las cámaras del Concejo Municipal permanecieron en el edificio antiguo, como lo requiere la Carta de la Ciudad. El Departamento de Recursos Hídricos permaneció en su ubicación actual en el suroeste de Bakersfield.